# Ataenius hesperius
Ataenius hesperius är en skalbaggsart som beskrevs av Cartwright 1974. Ataenius hesperius ingår i släktet Ataenius och familjen Aphodiidae. Inga underarter finns listade.